# Cerna (Mureș)
 (mai 2017).
Si vous disposez d'ouvrages ou d'articles de référence ou si vous connaissez des sites web de qualité traitant du thème abordé ici, merci de compléter l'article en donnant les références utiles à sa vérifiabilité et en les liant à la section « Notes et références ».
Pour les articles homonymes, voir Cerna.

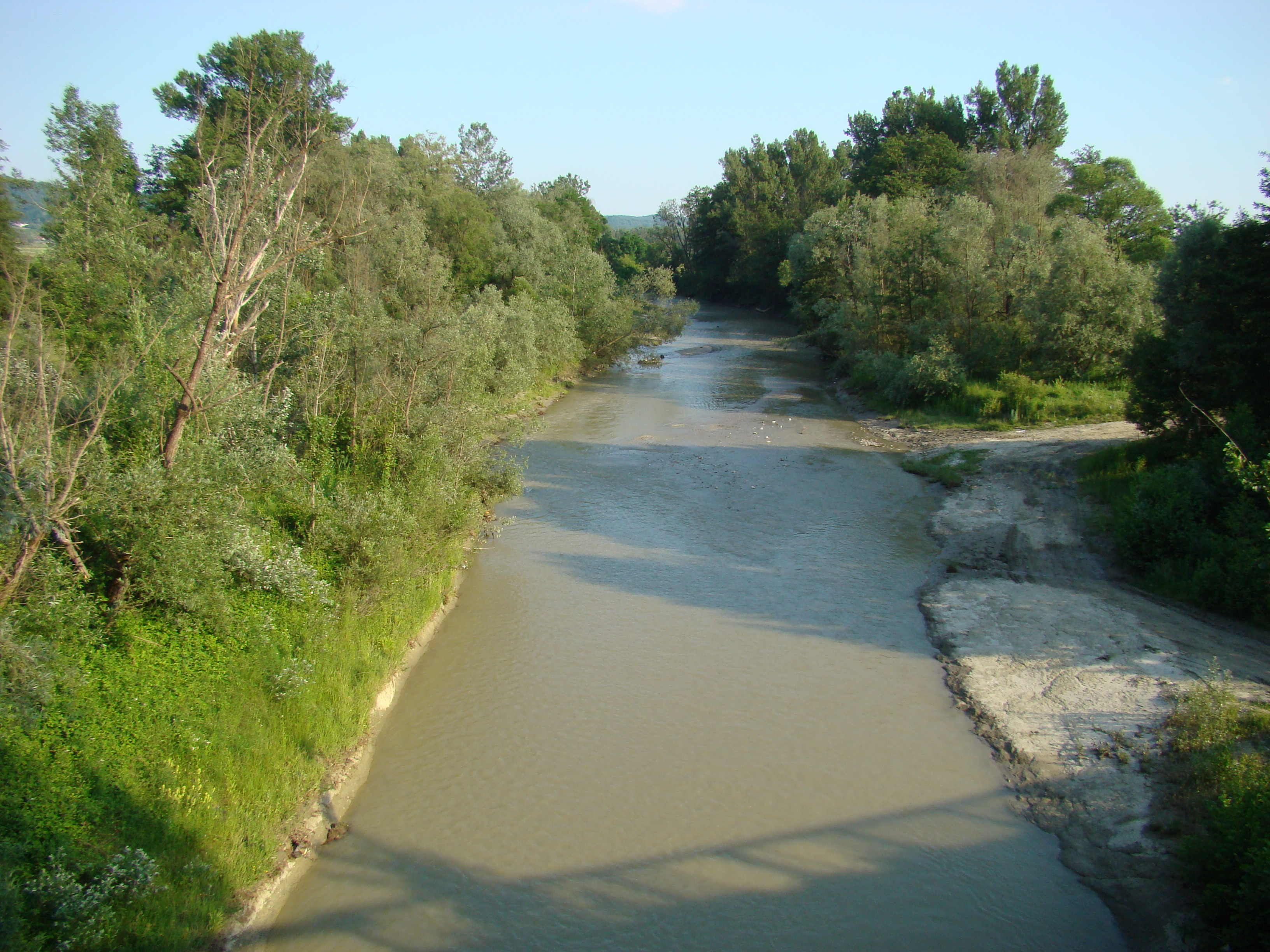

La Cerna est une rivière roumaine de Transylvanie qui arrose la ville d'Hunedoara avant de se jeter au nord dans le Mureș, près de Deva.
Elle prend sa source dans les montagnes de Poiana Rusca et suit un parcours de 73 kilomètres.
Son nom signifie en roumain « eaux noires ».
Un de ses affluents, la Zlaști, est franchi par le pont du château de Hunedoara.